# 2006 en Espagne
Chronologie de l’Europe
- 2002
- 2003
- 2004
- 2005
- 2006
- 2007
- 2008
- 2009
- 2010

Chronologie de l'Espagne
- 2002
- 2003
- 2004
- 2005
- 2006
- 2007
- 2008
- 2009
- 2010

## Chronologie

### Juillet 2006
- Mercredi 19 juillet 2006 : Statut d'autonomie de la Catalogne de 2006